# Apple Mighty Mouse

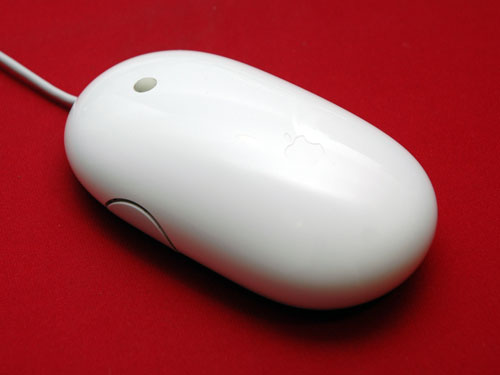
Mighty Mouse

Apple Mighty Mouse是一款由蘋果公司研製並銷售的第一款多鍵USB滑鼠，于2005年8月2日首次发售。在此之前，苹果从22年前的Apple Lisa开始一直配置的是单键鼠标。在多年的批评之后苹果鼠标从单键向多键的转变。Apple Mighty Mouse现在有两种规格，一种是USB连线，还有一种是蓝牙无线规格（需要一到两节AA 电池）。
苹果公司滑鼠的名字Apple Mighty Mouse是经过Viacom许可的，因为该公司出品同名的系列卡通动画片《太空飛鼠》（Mighty Mouse），但美國專利商標局在2009年10月，將 Mighty Mouse 這個跟電腦滑鼠 / 軌跡操作有關裝置的商標（商標代號 3691042），給了 Man & Machine。
在2017年6月5日的WWDC之後，Apple Mighty Mouse於蘋果官網上正式停售。

## 关于苹果的Mighty Mouse
Mighty Mouse用白色塑料制成，表面有苹果标志。与原来的苹果专业鼠标不同，它没有透明表面。

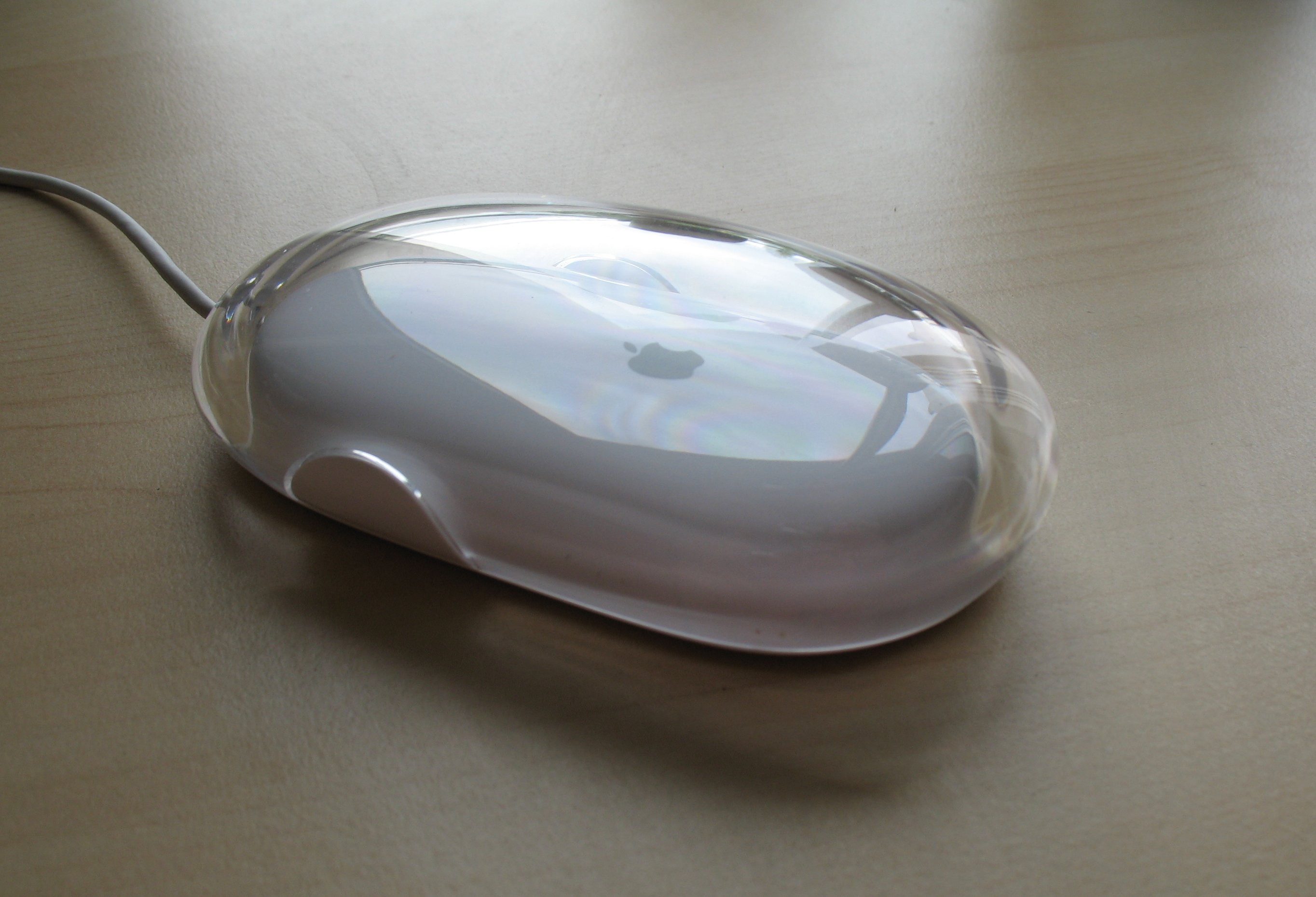
Apple Pro Mouse

构造和单键的苹果专业鼠标类似。 USB规格使用光学技术监测鼠标运动，蓝牙无线规格则适用更先进的激光技术。虽然整个表面都是可点击的，但是实际上它有四个功能按键：
- 左键（当顶端表面被按住时，无论联结点）
- 右键（当顶端表面被按住且只有右端有响应）
- 滚球（球体按键和顶端表面被同时按住，且可以向任意方向滚动）
- 触压侧键（作为一个单独功能按键）

用户可以使用滚轮将屏幕向任意方向滚动，而不是单一方向的上下或左右滑动的滚轮。滚球有微弱弹性，手指按动的时候会陷下若干毫米。通过设置，滚轮也可作为一个按键，在按下时执行功能（点击表面也会被同时按下）
鼠标两侧均有一个侧键，但功能一样，左右边键并没有实际功能区分。 
在 Mac OS X系统中可以设置按键功能，也可设置成直接启动应用程序软件或者激活系统功能，如Dashboard和Exposé。
可以不用驱动（如，在非官方支持的操作系统）就作为一个“标准”USB鼠标使用，此时所有按键和滚动，除了水平方向以外，基本上都是有效的。但是官方发布的只有Mac OS X版本的驱动。
从2005年10月12日起，苹果公司开始在其发售的每台iMac上配置Mighty Mouse，从2005年10月19日开始Power Mac G5也开始全线配置。
2006年7月25日，苹果发布了使用蓝牙和激光跟踪的无线鼠标，可以达到更高的精确度。这个新规格鼠标需要两节AA电池，但为减轻重量也可靠一节AA电池也可运行。

### 性能
- 敏感触觉传感技术接触外壳
- 360度可点击的滚球
- 触压侧键
- 有线规格为光学跟踪，无线规格为激光跟踪
- 与麦金塔和其他PC兼容
- 4个按键的功能均可设置

### 批评
一些用户反映Mighty Mouse有如下问题：
- 右击困难。右键只有在左键没有被手指放着的状态下才有效，也就是说，只有在手指完全离开鼠标左键的状态下才能点右键。这对玩游戏的用户经常是很困难的，因为他们一般都习惯将手指分别放在各个按键上以便随时待命。这个设计也无法让用户同时按下左右两个键。
- 滚球易髒，但由于其无法拆卸，清洗滚球又很困难。
- 在2006年2月以前生产的三键Mighty Mouse里面的弹片上，可能存有某种涂料，使得左右键的点击区分开，但是这种涂料是什么不得而知，一旦用户在不知情的情况下拆开Apple Mighty Mouse三键鼠标，不小心碰到涂料，并且擦掉它们后，就使得右键和中键失效，或者它们其中的一个失效。

### 修改
虽然苹果公司没有对用户关于Mighty Mouse的敏感度、左右击问题等反映做出公开表示，有迹象显示苹果已经悄悄解决修改了一些问题。截至2006年2月，用户们表示Mighty Mouse更平滑了，滚球也比原先的耐脏了。苹果并没有对此做出公开评论。